# Fortune Gordien
Fortune Gordien (* 9. September 1922 in Spokane; † 10. April 1990 in Fontana, Kalifornien) war ein US-amerikanischer Leichtathlet, der nach dem Zweiten Weltkrieg rund zehn Jahre lang zur Weltspitze im Diskuswurf zählte. Da ihm ungeachtet seines verheißungsvollen Namens bei großen Wettkämpfen regelmäßig die Nerven versagten, erhielt er den Spitznamen „Infortune“. Der Sohn eines Zauberkünstlers und Student der Universität in Minnesota trat im Jahr 1946 erstmals in Erscheinung, als er die NCAA-Meisterschaft gewann. Nach dem College startete er für die Southern California Striders. Er nahm an drei Olympischen Spielen teil, aber es reichte „nur“ für einmal Silber und einmal Bronze. Noch 1960 erzielte er als 37-Jähriger eine Weite von 57,21 m. Fortune Gordien war 1,84 m groß und wog 105 kg.
In den 1950er Jahren war er auch etliche Male in kleineren Film- und Fernsehrollen zu sehen.

## Leistungen

### Weltrekorde
- 56,46 m am 3. Juli 1949 in Lissabon
- 56,77 m am 14. August 1949 in Hämeenlinna
- 58,10 m am 11. Juli 1953 in Pasadena
- 59,28 am 22. August 1953 in Pasadena

### Titel und Platzierungen

#### International
- Olympische Spiele 1948 in London: Bronze mit 50,77 m hinter den beiden Italienern Adolfo Consolini (Gold mit 52,78 m) und Giuseppe Tosi (Silber mit 51,78 m)
- Olympische Spiele 1952 in Helsinki: Vierter mit 52,66 m (Der Bronzemedaillengewinner warf nur 62 cm weiter; es siegte der Amerikaner Sim Iness mit 55,03 m)
- Panamerikanische Spiele 1955 in Mexiko-Stadt:
  - Gold im Diskuswurf mit 53,10 m vor Parry O’Brien (USA) (Silber mit 51,07 m) und Hernán Haddad (Chile) (Bronze mit 47,14 m)
  - Silber im Kugelstoßen mit 15,98 m hinter Parry O’Brien (Gold mit 17,59 m) und vor Marty Engel (Bronze mit 14,62 m) (beide USA)
- Olympische Spiele 1956 in Melbourne: Silber mit 54,81 m hinter Al Oerter (Gold mit 56,36 m) und vor Des Koch (Bronze mit 54,40 m) (beide USA)

#### National
| Jahr      | 1946         | 1947                      | 1948                      | 1949        | 1950        | 1953        | 1954        |
| Weite (m) | 46,91 (NCAA) | 52,81 (NCAA), 53,07 (AAU) | 50,00 (NCAA), 51,33 (AAU) | 53,17 (AAU) | 52,79 (AAU) | 56,02 (AAU) | 55,52 (AAU) |